# Oecleus augur
Oecleus augur är en insektsart som beskrevs av Kramer 1977. Oecleus augur ingår i släktet Oecleus och familjen kilstritar. Inga underarter finns listade i Catalogue of Life.